# Klingande
Klingande – jednoosobowy francuski projekt muzyczny tworzony przez Cédrica Steinmyllera. Powstał jako duet w 2012 roku w Croix, w skład którego wchodził również Edgar Catry. W 2013 r. Catry odszedł z projektu.

## Dyskografia

### Albumy
- 2019: The Album

### Single
| 2013                                                    | „Punga”                                                     | 86  | – | 62 | 24 | 47 | – | – | 59 | –  | –   | –  | –   | 41 | – | |
| 2013                                                    | „Jubel”                                                     | 5   | 3 | 1  | 1  | 2  | 8 | 5 | 1  | 1  | 9   | 2  | 3   | 1  | 3 | - AUS: 3× Platynowa płyta - BEL: Platynowa płyta - DEN: Platynowa płyta - FRA: Złota płyta - GER: Platynowa płyta - ITA: 5× Platynowa płyta - NOR: 9× Platynowa płyta - SWE: 3× Platynowa płyta - SWI: Platynowa płyta - UK: Złota płyta |
| 2015                                                    | „RIVA (Restart the Game)” (gościnnie Broken Back)           | 144 | – | 13 | –  | –  | – | – | 9  | 19 | –   | 36 | –   | 6  | – | - ITA: Platynowa płyta |
| 2016                                                    | „Losing U” (gościnnie Daylight)                             | –   | – | –  | –  | –  | – | – | –  | –  | 62  | –  | –   | –  | – | |
| 2016                                                    | „Somewhere New” (gościnnie M-22)                            | –   | – | –  | –  | –  | – | – | –  | –  | 100 | –  | 35  | –  | – | |
| 2017                                                    | „Pumped Up”                                                 | –   | – | –  | 82 | –  | – | – | –  | –  | –   | 22 | 71  | –  | – | |
| 2018                                                    | „Hope the Tommorow” (oraz Autograph i Dragonette)           | –   | – | –  | –  | –  | – | – | –  | –  | –   | –  | –   | –  | – | |
| 2018                                                    | „Rebel You” (oraz Krishane)                                 | –   | – | –  | –  | –  | – | – | –  | –  | –   | –  | 112 | –  | – | |
| 2018                                                    | „Wonders” (oraz Broken Back)                                | –   | – | –  | –  | –  | – | – | –  | –  | –   | –  | –   | –  | – | |
| 2019                                                    | „By the River” (oraz Jamie N Commons)                       | –   | – | –  | –  | –  | – | – | –  | –  | –   | –  | –   | –  | – | |
| 2019                                                    | „Ready for Love” (oraz Joe Killington, gościnnie Greg Zlap) | –   | – | –  | –  | –  | – | – | –  | –  | –   | –  | –   | –  | – | |
| 2019                                                    | „Messiah” (oraz Bright Sparks)                              | –   | – | –  | –  | –  | – | – | –  | –  | –   | –  | –   | –  | – | |
| „–” oznacza, że album nie był notowany na danej liście. |                                                             |     |   |    |    |    |   |   |    |    |     |    |     |    |   | |

### Teledyski
| Rok  | Tytuł                     | Reżyser                          |
| ---- | ------------------------- | -------------------------------- |
| 2013 | „Jubel”                   | Michael Johansson & Johan Rosell |
| 2015 | „RIVA (Restart the Game)” | Michael Johansson & Johan Rosell |
| 2016 | „Losing U”                | Michael Johansson                |

### Remiksy
2014:
- Clean Bandit – „Extraordinary” (gościnnie Sharna Bass)
- Wyclef Jean – „Divine Sorrow” (gościnnie Avicii)
- Sigma – „Changing” (gościnnie Paloma Faith)

2015:
- Alex Adair – „Make Me Feel Better”
- Parov Stelar – „The Sun” (gościnnie Graham Candy)